# Drillberg
Drillberg ist ein Industriegebiet und Wohnplatz auf der Gemarkung der Kernstadt Bad Mergentheim im Main-Tauber-Kreis im Nordosten Baden-Württembergs.

## Geographie
Der Wohnplatz Drillberg liegt auf dem gleichnamigen Drillberg (früher auch Trillberg) bei Bad Mergentheim. Die nächstgelegenen Orte sind (im Uhrzeigersinn) Bad Mergentheim nach etwa zwei Kilometern im Osten, Neunkirchen nach etwa zwei Kilometern im Südosten, Althausen nach etwa drei Kilometern im Süden, Schweigern nach etwa sechs Kilometern im Westen, Dainbach nach etwa drei Kilometern im Nordwesten, Unterschüpf nach etwa sechs Kilometern im Nordwesten und Edelfingen nach etwa vier Kilometern im Norden.

## Geschichte
Von 1957 bis 1993 war die Deutschorden-Kaserne am Drillberg ansässig. Nach dem Kauf des Kasernenareals durch die Würth-Gruppe entstand im Rahmen einer Konversion der Firmensitz der Würth Industrie Service.
Inzwischen treten auch andere Nutzungsmöglichkeiten des Drillbergs in den Vordergrund. Ein Waldspielplatz verdeutlicht den Aspekt des Naherholungsgebietes für Bad Mergentheimer Kindergärten sowie die Bevölkerung.

## Museum
Die Dauerausstellung Führungskultur rund um den Trillberg – einst und jetzt im Industriepark Würth auf dem Gelände der ehemaligen Deutschordenkaserne am Drillberg möchte anhand historischer Beispiele gute wie schlechte Erscheinungsformen von Führungskultur veranschaulichen.

## Verkehr
Drillberg ist über die L 2248 (Buchener Straße) sowie über die Boxberger Straße zu erreichen.